# Carl Schweninger der Ältere
Carl Schweninger der Ältere (* 30. Oktober 1818 in Wien; † 13. Oktober 1887 ebenda) war ein österreichischer Landschaftsmaler der Romantik.
Carl Schweninger studierte Malerei an der Wiener Akademie der bildenden Künste. Seit 1842 zeigte er seine Werke in den Ausstellungsräumen der Akademie am St. Annahof. Seit 1852 nahm er auch Teil an den Monatsausstellungen des Wiener Kunstvereins. Neben den großformatigen Ölgemälden von Alpenlandschaften schuf Schweninger zahlreiche Aquarellen und Skizzen. Er malte auch Genre- und Aktbilder.
Zu seinen ersten Kunden gehörte Fürst Ferdinand von Lobkowitz

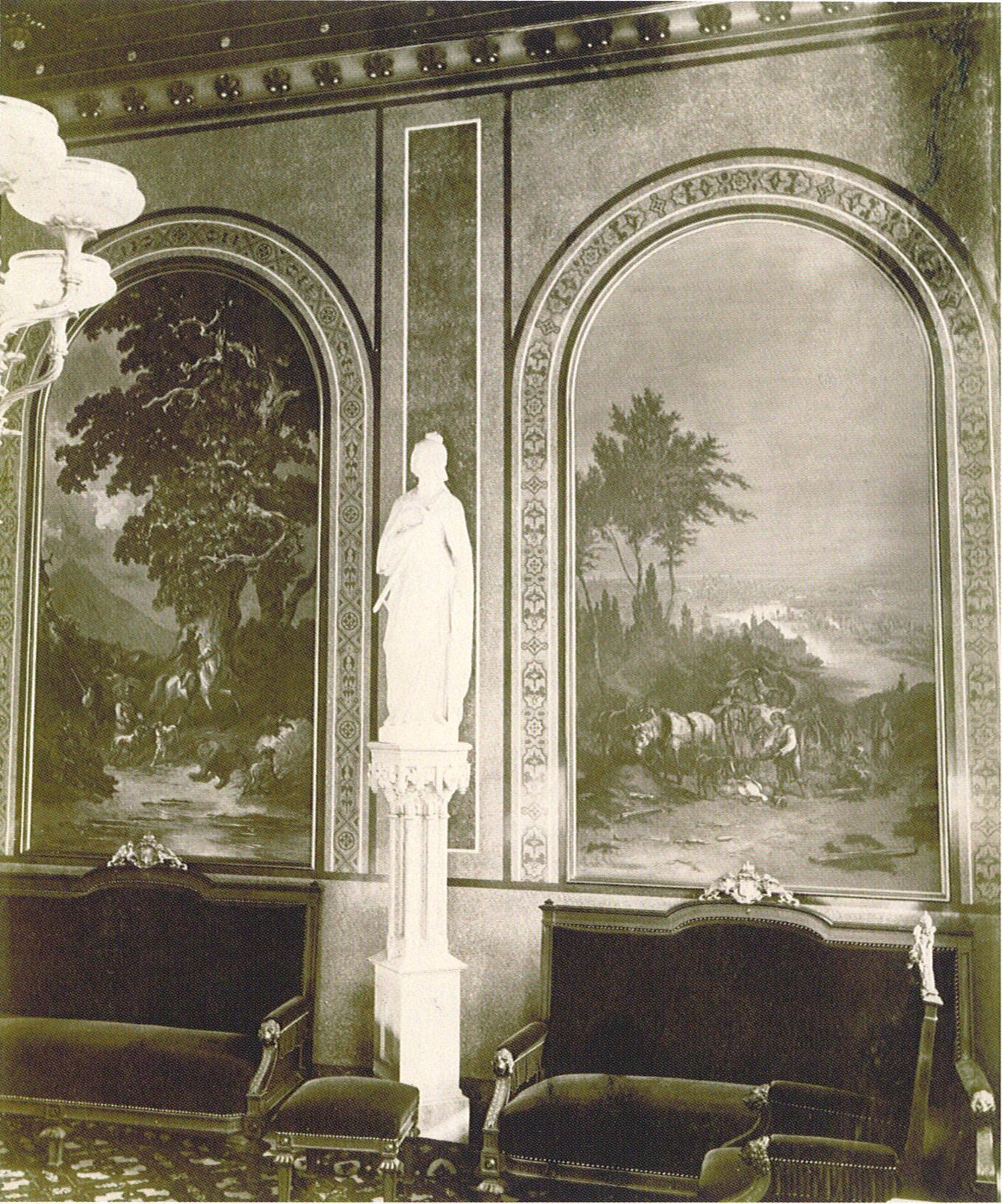
Empfangssalon des k. k. Hofes am Wiener Nordbahnhof mit Wandgemälden von Carl Schweninger

Für den Empfangssalon des k.k. Hofes am Wiener Nordbahnhof schuf Schweninger acht Fresken mit Darstellungen alpiner Landschaften.
Er war der Vater von Carl Schweninger dem Jüngeren (1854–1912) und Rosa Schweninger (1848–1918), die beide ihren ersten Malunterricht beim Vater erhielten, bevor sie an der Akademie Malerei studierten.

## Bildergalerie

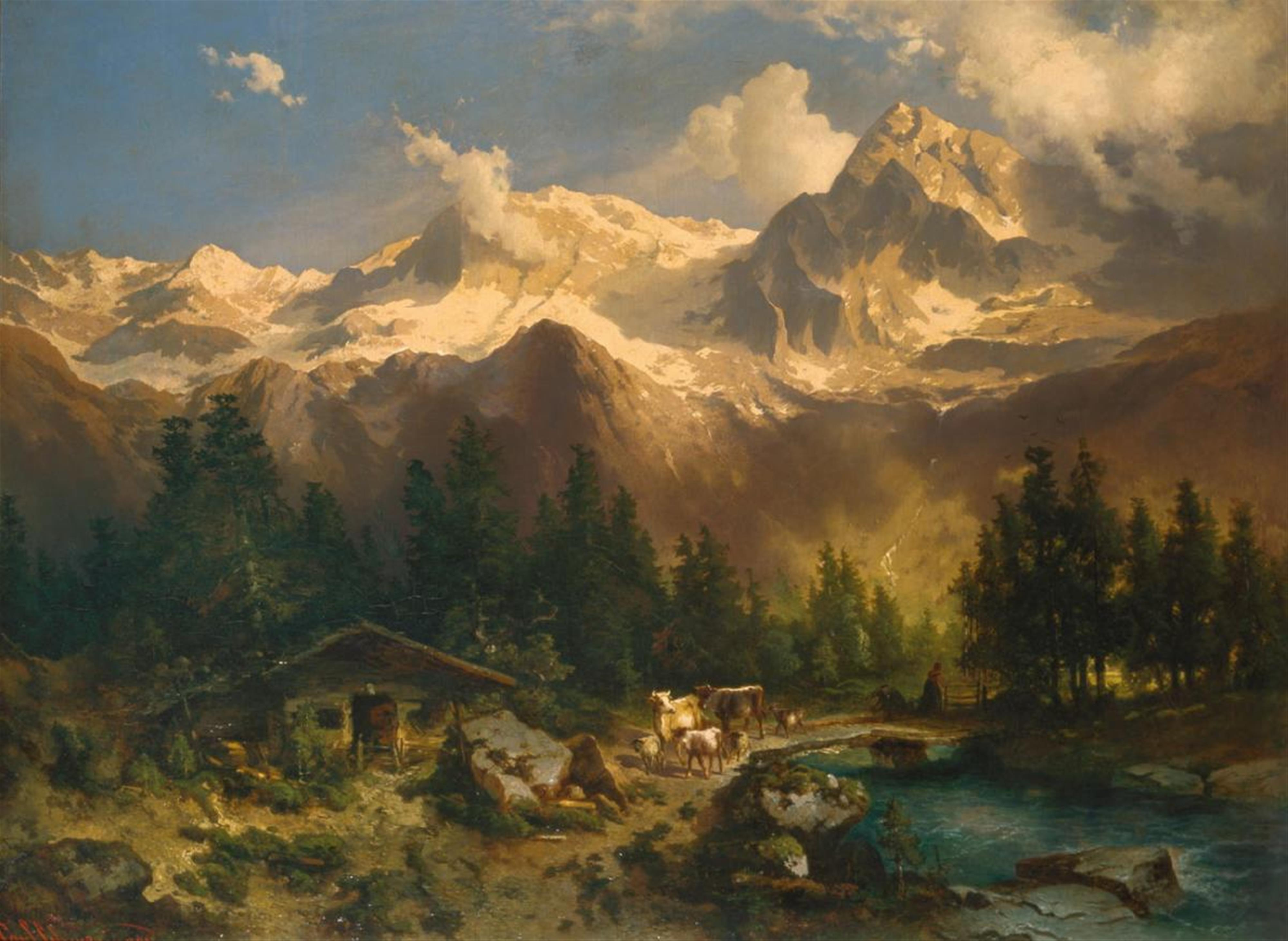
Hochgebirgslandschaft
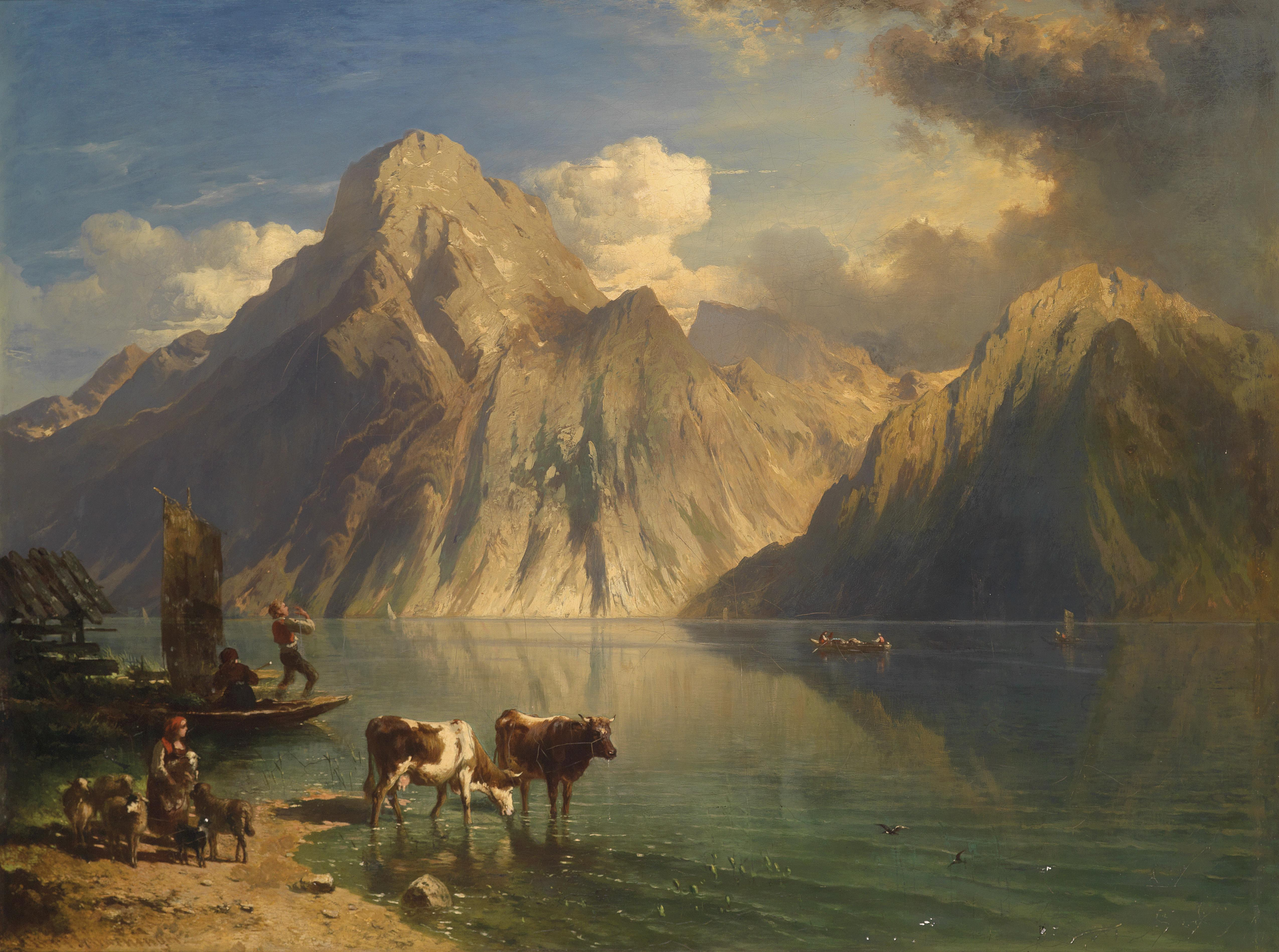
Das Echo vom Traunstein
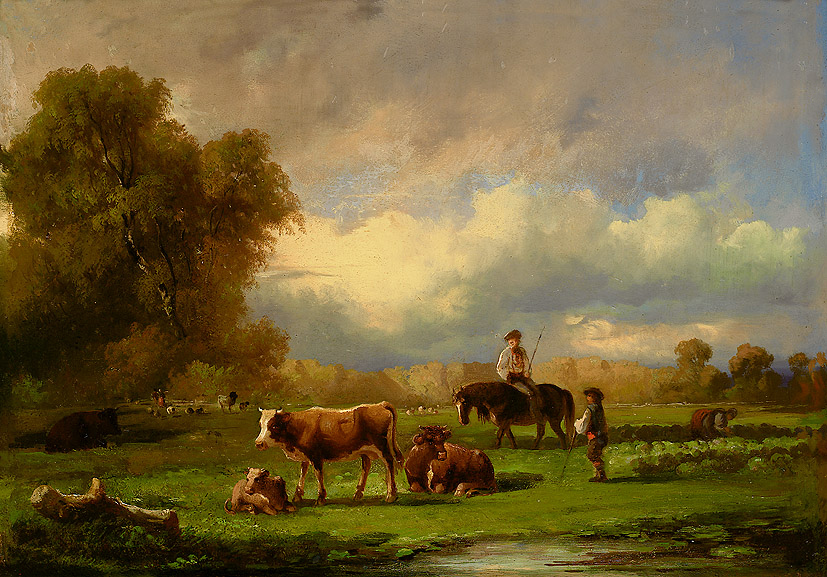
Weidelandschaft mit Kühen, Hirte und Reiter
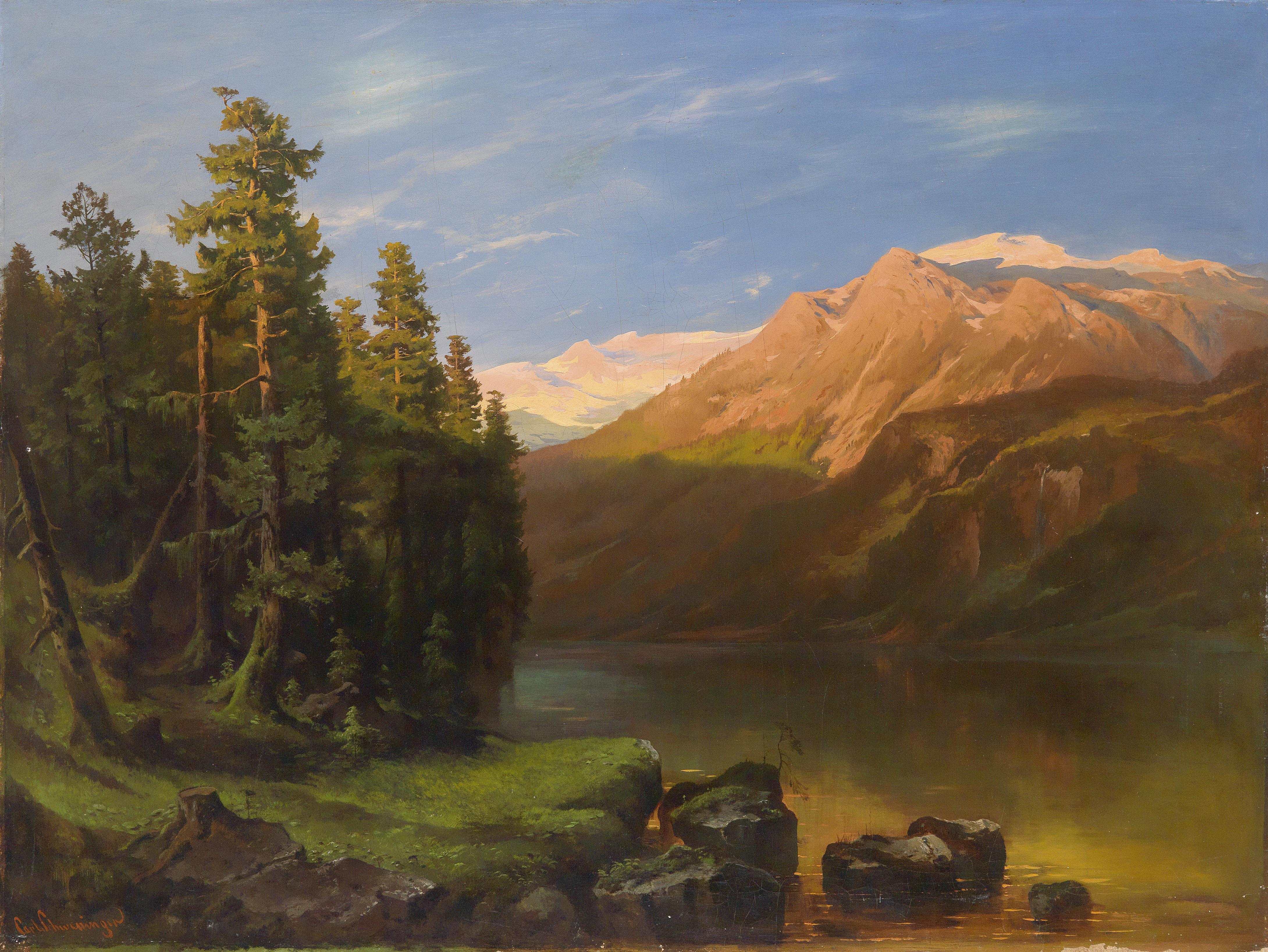
Landschaft im Abendrot